# Transitflykting

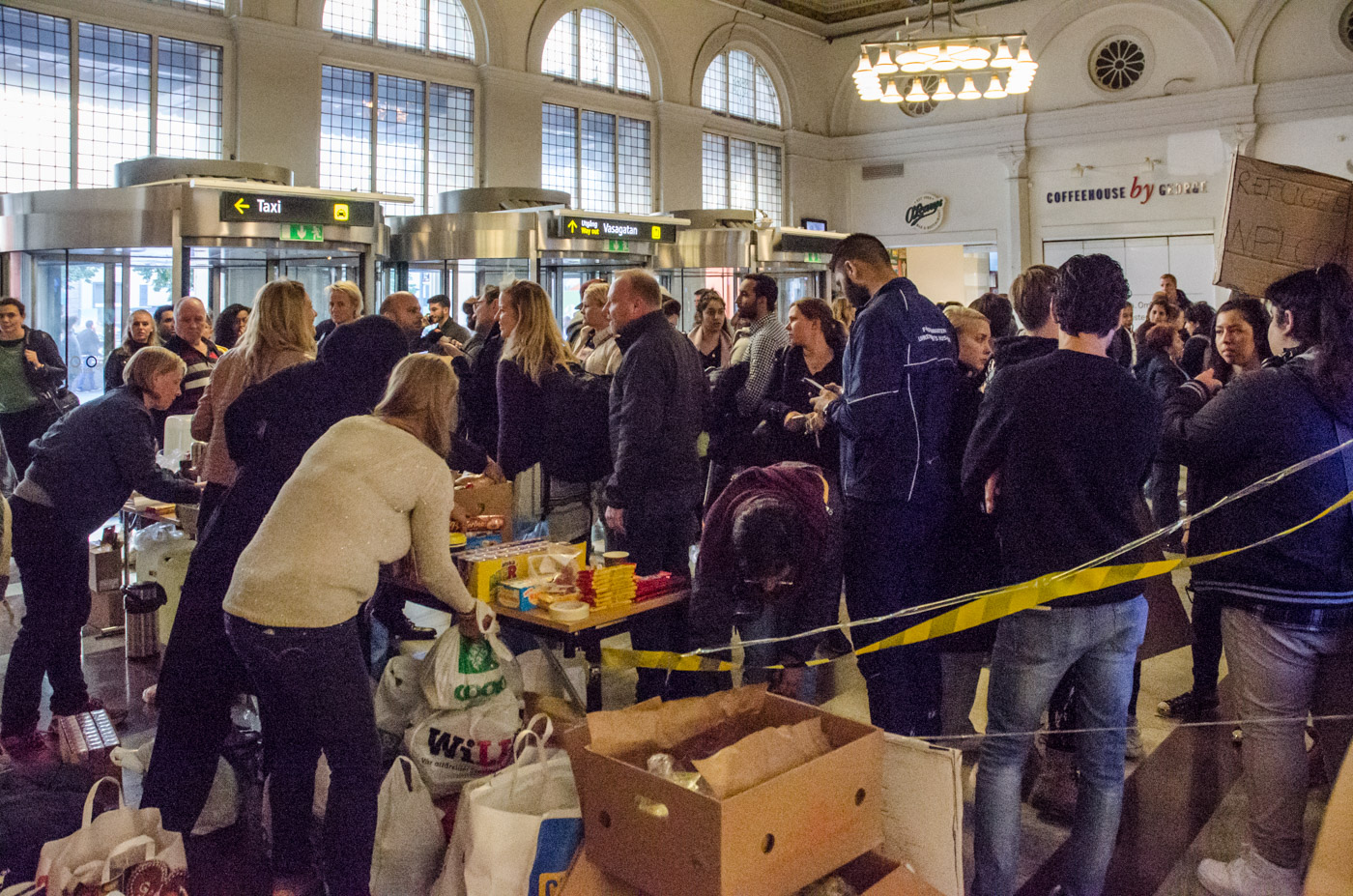
Flyktingar från Syrien anländer till Stockholm efter att ha varit transitflyktingar i Danmark

Transitflyktingar är flyktingar som är på genomresa och inte avser stanna mer än tillfälligt på platsen de befinner sig på. Personerna befinner sig då på transitovistelse på platsen i väntan på fortsatt migration till landet de avser att söka asyl i.
Alla flyktingar genomgår en fas av transitvistelser, då personen är transitflykting på genomresa. Fasen föregrips av förmigrationen under vilken personen förbereder sin flykt. Tiden som transitflykting är farofylld, och många genomlever livshotande och traumatiska upplevelser. Efter fasen av transitflykting övergår flyktingskapet i eftermigrationsfasen, då personen ankommit till platsen den tänker fly till och söker asyl med mera.
Länder som tar emot transitflyktingar men inte avser ge asyl eller fungera som stadigvarande immigrationsland, kallas transitoländer. Transitoländer kan ge inresetillstånd och bevilja visum till transitflyktingar, vanligen via ambassader, så kallade transitviseringar, men i andra fall kan transitflyktingarna ta sig till transitolandet utan särskilda tillstånd (jämför människosmuggling, båtflykting). Transitvisa förutsätter ofta garantier, såsom vidare inresetillstånd och biljetter till landet flyktingen tänker fly till.
Transitoländer är ofta länder som geografiskt ligger i närheten av konflikter, exempelvis är Turkiet som ligger mellan Mellanöstern och Europa ofta transitoland, liksom övriga länder runt Medelhavet. Under tiden som transitflykting saknar personen skydd, möjlighet att få sjukvård, rätt att ta arbete, och andra rättigheter som personer med uppehållstillstånd har.
En del länder med stort flyktingtryck, exempelvis Egypten, har uttryckt en flyktingpolitik utan avsikt till integration, där själva flyktingskapet definieras som en transitfas. Det kan också vara oklart huruvida någon är transitflykting i sådana länder med stort flyktingtryck, såsom Egypten eller Libyen, där några potentiellt avser ta sig vidare till ett annat land för stadigvarande asyl men misslyckas. Överlappningar finns vidare med så kallade papperslösa, med illegal invandring, och med livet i flyktingläger.